# Sapieniec (Pozezdrze)
Sapieniec (deutsch Karlsberg) ist ein Ort in der polnischen Woiwodschaft Ermland-Masuren und ein Wohnplatz (przysiólek) im Ortsteil Przytuły (Przytullen, 1938 bis 1945 Kleinkutten) der Landgemeinde Pozezdrze (Possessern, 1938 bis 1945 Großgarten) im Powiat Węgorzewski (Kreis Angerburg).

## Geographische Lage
Sapieniec liegt im Nordosten der Woiwodschaft Ermland-Masuren am Südwestufer des Jezioro Piecek (Spitzing-See). Bis zur Kreisstadt Węgorzewo (Angerburg) sind es zwölf Kilometer in nordwestlicher Richtung.

## Geschichte
Der kleine Ort – vor 1898 noch Carlsberg geschrieben – wurde 1856 gegründet. Das Gut Karlsberg mit Flächenanteilen in Przytullen (1938 bis 1945 Kleinkutten, polnisch Przytuły) und Klein Strengeln (polnisch Stręgielek), hatte 1903 eine Größe von 192,92 Hektar und gehörte Rudolf Hundsdörfer, danach einer Familie Grohnert und später dem Gustav Färber.
Seit seiner Gründung ist Karlsberg ein Teil der Landgemeinde Przytullen im Amtsbezirk Przerwanken im Kreis Angerburg im Regierungsbezirk Gumbinnen der preußischen Provinz Ostpreußen. Im Jahre 1905 zählte der Ort 51 Einwohner.
Im Jahre 1945 kam der Ort in Kriegsfolge mit dem gesamten südlichen Ostpreußen zu Polen und trägt seither die polnische Ortsbezeichnung „Sapieniec“. Heute ist er verselbständigt und gehört zum Schulzenamt (polnisch sołectwo) Przytuły innerhalb der Landgemeinde Pozezdrze im Powiat Węgorzewski, vor 1998 der Woiwodschaft Suwałki, seither der Woiwodschaft Ermland-Masuren zugehörig.

## Kirche
Karlsberg war bis 1945 in die evangelische Kirche in Kutten (polnisch Kuty) in der Kirchenprovinz Ostpreußen der Kirche der Altpreußischen Union bzw. in die katholische Kirche Zum Guten Hirten Angerburg im Bistum Ermland eingepfarrt.
Heute gehört Sapieniec zur katholischen Pfarrkirche in Kuty im Bistum Ełk (Lyck) der Römisch-katholischen Kirche in Polen. Die evangelischen Einwohner gehören zu Pfarrei Giżycko (Lötzen) in der Diözese Masuren der Evangelisch-Augsburgischen Kirche in Polen, die in Pozezdrze eine Filialgemeinde unterhält.

## Verkehr
Sapieniec liegt an einer Nebenstraße, die bei Pozezdrze (Possessern, 1938 bis 1945 Großgarten) von der polnischen Landesstraße DK 63 (ehemalige deutsche Reichsstraße 131) abzweigt und nach Kuty (Kutten) führt. Eine Bahnanbindung besteht nicht.